# Lobobunaea laurae
Lobobunaea laurae är en fjärilsart som beskrevs av Embrik Strand 1912. Lobobunaea laurae ingår i släktet Lobobunaea och familjen påfågelsspinnare. Inga underarter finns listade i Catalogue of Life.